# Toyota Series Championships 1982
Toyota Series Championships 1982 — жіночий тенісний турнір, що проходив на закритих кортах з килимовим покриттям Бірн-Мідовлендс-арена в Іст-Ратерфорді (США). Це був завершальний турнір сезону Virginia Slims World Championship Series 1982. Відбувсь ушосте й востаннє, і тривав з 14 грудня до 19 грудня 1982 року. На нього кваліфікувалося 12 гравчинь в одиночному розряді і 6 пар, що набрали найбільше очок впродовж Toyota Series. Перша сіяна Мартіна Навратілова здобула титул в одиночному розряді й отримала за це 75 тис. доларів США.

## Фінальна частина

### Одиночний розряд
Мартіна Навратілова —  Кріс Еверт-Ллойд 4–6, 6–1, 6–2
- Для Навратілової це був 15-й титул в одиночному розряді за сезон і 70-й — за кар'єру.

### Парний розряд
Мартіна Навратілова /  Пем Шрайвер —  Кенді Рейнолдс /  Пола Сміт 6–4, 7–5

## Розподіл призових грошей
| Дисципліна       | П       | F       | ПФ      | ЧФ      | 1/8    |
| Одиночний розряд | $75,000 | $40,000 | $19,000 | $11,000 | $4,500 |
| Парний розряд    | $28,000 | $15,000 | $8,000  | $5,500  | NA     |

Грошовий приз в парному розряді подано сумарний на пару.